# Mooliabatanya Pool
Der Mooliabatanya Pool ist ein See im Westen des australischen Bundesstaates Western Australia. 
Der See liegt im Verlauf des Murchison River im Nordteil des Kalbarri-Nationalparks und ca. 13 km nordöstlich von Murchison House.